# Kawamotoara
× Kawamotoara, (abreviado Kwmta) en el comercio, es un híbrido intergenérico entre los géneros de orquídeas Brassavola × Cattleya × Domingoa × Epidendrum × Laelia. Fue publicado en Orchid Rev. 86(1017) cppo: 8 (1978).